# Liste der Naturdenkmäler im Landkreis Goslar
Durch die Verordnung über Naturdenkmale für den bauplanungsrechtlichen Innenbereich im Landkreis Goslar und Verordnung über Naturdenkmale für den bauplanungsrechtlichen Außenbereich im Landkreis Goslar werden eine Reihe von Objekten im Landkreis Goslar zu Naturdenkmalen erklärt und damit wegen ihrer Bedeutung für Wissenschaft, Natur- oder Heimatkunde oder wegen der Seltenheit, Eigenart oder Schönheit besonders geschützt. Im Jahr 2015 wurden diese Verordnungen durch eine neue ersetzt, in der den Naturdenkmälern neue Kennzeichen zugeteilt werden.

## Naturdenkmäler
| Bild                          | Bezeichnung                       | Ort, Lage | Beschreibung | Schutzzweck | Nummer   |
| ----------------------------- | --------------------------------- | --- | --- | --- | -------- |
| BW                            | Hainbuche                         | Seesen Rhüden Auf der Hanlah (51° 57′ 4″ N, 10° 7′ 7,3″ O) | Landschaftsbild prägende Hainbuche mit charakteristischer Kronenform, ehemals als Kopfbaum geschnitten. (bisher: ND-GS 8) | Der Baum soll wegen seiner wissenschaftlichen, natur- und heimatkundlichen Bedeutung sowie seiner das Landschaftsbild prägenden Wirkung langfristig als Naturdenkmal geschützt werden.                                                      | ND-GS 1  |
| BW                            | Eiche                             | Seesen Rhüden Auf dem Berge 4 (51° 56′ 37″ N, 10° 7′ 20,9″ O) | Die Stieleiche hat ein hohes Alter und eine beachtliche Größe und ist besonders Ortsbild prägend. Sie überspannt mit ihrer Krone den Garten und den Straßenraum. (bisher: ND-GS 71) | Der Baum soll wegen seines Alters, seiner Schönheit und ökologischen Bedeutung und seiner das Landschaftsbild prägenden Wirkung langfristig als Naturdenkmal gesichert werden.                                                              | ND-GS 2  |
| BW                            | Friedenseiche                     | Seesen Rhüden Wilh.-Busch-Straße / Bei der Großen Brücke (51° 56′ 29″ N, 10° 7′ 24,7″ O)                                                                                             | Sehr schöne große, Ortsbildprägende Stieleiche mit niedriger, breit ausladender Krone, die über die Nette ragt. Kulturhistorische Bedeutung als „Friedenseiche von 1871“. (bisher: ND-GS 51) | Der Baum soll wegen seines wissenschaftlichen, natur- und heimatkundlichen Bedeutung sowie seiner das Ortsbild prägenden Wirkung langfristig als Naturdenkmal geschützt werden.                                                             | ND-GS 3  |
| BW                            | Kirchenlinde                      | Seesen Rhüden im Garten des Pfarramtes (51° 56′ 29,4″ N, 10° 7′ 42,6″ O) | Sehr schöne, große und ortsbildprägende Linde mit natürlichem Habitus. | Der Baum soll wegen seiner Schönheit und ortsbildprägenden Wirkung als Naturdenkmal ausgewiesen und langfristig gesichert werden. | ND-GS 4  |
| BW                            | Friedenseiche                     | Seesen Rhüden Gemeindeverbindungsstraße Rhüden-Unterpanshausen (51° 56′ 2,6″ N, 10° 7′ 3,8″ O)                                                                                       | Die stattliche Winterlinde steht frei in der offenen Feldflur und besitzt damit eine besondere landschaftliche Prägung. Die Krone setzt bereits in 2 m Höhe an und ist weit ausladend. (bisher: ND-GS 18) | Der Baum soll wegen seiner wissenschaftlichen, natur- und heimatkundlichen Bedeutung und seines Alters sowie seiner das Landschaftsbild prägenden Wirkung als Naturdenkmal gesichert werden.                                                | ND-GS 5  |
| BW                            | Tilly-Eiche                       | Seesen Mechtshausen im Forst Kohlhai (51° 55′ 29,7″ N, 10° 4′ 41″ O) | Sehr alte Stieleiche, die sich bereits in der Absterbephase befindet und auf Grund des hohen Totholzanteils ein sehr wertvoller Habitatbaum ist (bisher: ND-GS 6) | Der Baum soll wegen seiner ökologischen Bedeutung sowie seiner Seltenheit langfristig erhalten werden. | ND-GS 6  |
| BW                            | Lindengruppe                      | Seesen Bilderlahe Straße Drei Linden (51° 53′ 20,9″ N, 10° 7′ 39,2″ O) | zwei Sommerlinden mit hohlen Stämmen und trotz ihrer Kroneneinkürzung immer noch starken Ortsbild prägenden Wirkung. Bei seiner Verordnung 1960 bestand das Naturdenkmal aus 3 Linden. Bei der Neuordnung 2015 noch zwei, 2018 wurde davon eine vom Brandkrustenpilz befallene Linde gefällt. (bisher: ND-GS 50) | Die Bäume sollen wegen ihres Alters, ihrer Seltenheit sowie ihrer Schönheit und ihrer Ortsbild prägender Wirkung gesichert werden. | ND-GS 7  |
| BW                            | Taterneiche                       | Seesen Kirchberg Hammerhäuser Mühle (51° 51′ 51″ N, 10° 8′ 46,6″ O) | Sehr mächtige, ihre Umgebung beherrschende Stieleiche mit einem Stammumfang von ca. 5,5 m und einem schönen natürlichem Wuchs. 2017 gefällt. (bisher: ND-GS 20) | Der Baum soll wegen seiner Seltenheit und Schönheit, seiner ökologischen Bedeutung und seines Alters sowie seiner das Landschaftsbild prägenden Wirkung als Naturdenkmal gesichert werden.                                                  | ND-GS 8  |
| BW                            | Friedenseiche                     | Seesen Münchehof (51° 50′ 59″ N, 10° 10′ 46,1″ O) | Sehr schöne Stiel-Eiche mit breit ausladender Krone und besonders ortsbildprägender Wirkung. (seit 2015) | Der Baum soll wegen seiner wissenschaftlichen, natur- und heimatkundlichen Bedeutung und seiner ortsbildprägenden Wirkung als Naturdenkmal ausgewiesen und langfristig gesichert werden.                                                    | ND-GS 9  |
| mehr Fotos \| Fotos hochladen | Eva-Linde                         | Seesen Stauffenburg Niedersächsische Landesforsten, Niedersächsisches Forstamt Seesen, Abt. 3057 (51° 49′ 20,2″ N, 10° 9′ 58,6″ O)                                                   | Stumpf einer über 400 Jahre alten, früher mächtigen Sommerlinde, der wieder austreibt. (bisher: ND-GS 31) | Der Baum soll wegen seines hohen Alters, seiner Schönheit, ökologischen Bedeutung und seiner Bedeutung für die Heimatkunde als Naturdenkmal gesichert werden.                                                                               | ND-GS 10 |
| BW                            | Rotbuche                          | Lutter Hahausen Niedersächsische Landesforsten, Niedersächsisches Forstamt Seesen, Abt. 2050 (51° 55′ 42,8″ N, 10° 11′ 3,8″ O)                                                       | Ca. 450 Jahre alte und mächtige Rotbuche, deren Krone über den Bestand hinausragt. (bisher: ND-GS 29) | Der Baum soll wegen seiner wissenschaftlichen, natur- und heimatkundlichen und ökologischen Bedeutung und seiner Seltenheit und Schönheit als Naturdenkmal langfristig gesichert werden.                                                    | ND-GS 11 |
| Fotos hochladen               | Zwei Eichen (Oma und Opa)         | Langelsheim Lutter Untere Braune Heide Straße, 200 m N-W der Ohehütte Niedersächsische Landesforsten, Niedersächsisches Forstamt Seesen, Abt. 2020 (51° 58′ 48,4″ N, 10° 13′ 6,6″ O) | Zwei besonders große, sehr alte breitkronige Stieleichen. Sie tragen die Bezeichnungen Oma und Opa auf zwei Schildern unter den Bäumen. ⊙ (bisher: ND-GS 17) | Die Bäume sollen wegen ihrer wissenschaftlichen, natur- und heimatkundlichen Bedeutung und ihres Alters sowie ihrer das Landschaftsbild prägenden Wirkung als Naturdenkmal gesichert werden.                                                | ND-GS 12 |
| BW                            | Max-Koppe-Eiche                   | Langelsheim Lutter Bodensteiner Klippen, Niedersächsische Landesforsten, Niedersächsisches Forstamt Liebenburg, Abt. 1006 (52° 0′ 25″ N, 10° 12′ 56,3″ O)                            | Sehr alte mächtige Stieleiche mit hohem Kronenansatz und deutlichem Drehwuchs. Sie ist dem Lehrer Max Koppe gewidmet, der sich in den 1930er Jahren für die Naturbildung seiner Schüler einsetzte. (bisher: ND-GS 15) | Der Baum soll wegen seiner wissenschaftlichen, natur- und heimatkundlichen Bedeutung sowie seiner ökologischen Bedeutung als Naturdenkmal geschützt werden.                                                                                 | ND-GS 13 |
| BW                            | Karstquelle Kirschensoog          | Langelsheim Alt Wallmoden (52° 1′ 15,5″ N, 10° 16′ 31,8″ O) | Die periodisch bis zu 3000 l/s Wasser führende Quelle entspringt einem Karstgerinne im Turon-Pläner-Kalk. Die Quellnische ist etwa 40 m lang und 20 m breit. Sie liegt innerhalb einer Ackerfläche und entwässert zur Neile. (bisher: ND-GS 25) | Die Karstquelle ist von besonderer Bedeutung für Geologie und Hydrologie des Kreisgebietes und soll aus diesem Grunde vor zukünftigen Beeinträchtigungen dauerhaft geschützt werden.                                                        | ND-GS 14 |
| BW                            | Grundloser Graben                 | Liebenburg Ostharingen Ostharinger Forstgenossenschaft, Abt. 6 (51° 59′ 36,4″ N, 10° 19′ 33,2″ O)                                                                                    | Erdfall im Anfangsstadium mit flaschenförmigem Querschnitt und einer Tiefe von ca. 30 m. (bisher: ND-GS 34) | Der Erdfall soll wegen seiner überragenden geowissenschaftlichen Bedeutung und wegen seiner Seltenheit als Naturdenkmal langfristig gesichert werden.                                                                                       | ND-GS 15 |
| BW                            | Erdfälle bei Ostharingen          | Liebenburg Niedersächsische Landesforsten, Niedersächsisches Forstamt Seesen, Abt. 2068 (51° 59′ 23,6″ N, 10° 19′ 14,5″ O)                                                           | 3 beeindruckende, tiefe, topfartige Erdfälle mittlerer Größe mit 15, bzw. 30 m Durchmesser und sehr steilen Wänden, in denen der Kalkstein (Plänerkalk) sichtbar ist. (bisher: ND-GS 23) | Die Erdfälle sollen wegen ihrer besonderen geowissenschaftlichen Bedeutung für das Kreisgebiet geschützt werden. | ND-GS 16 |
| BW                            | Hofeiche                          | Liebenburg Upen 50 m nördlich der Kirche (52° 0′ 24,8″ N, 10° 20′ 34,3″ O) | Sehr große, vermutlich über 350 Jahre alte Stieleiche deren Stamm dicht mir Efeu bewachsen ist. (bisher: ND-GS 56) | Der Baum soll wegen seines Alters und seiner Schönheit sowie der Seltenheit des Wuchses langfristig geschützt werden. | ND-GS 17 |
| mehr Fotos \| Fotos hochladen | Linde vor der Kirche              | Liebenburg Othfresen (52° 0′ 26,8″ N, 10° 23′ 30,5″ O) | Die Linde ist ein sehr mächtiger, prägender Baum, der auch nach der Kappung noch ein sehr beeindruckendes Erscheinungsbild hat. Sie ist für das Ortsbild in Verbindung mit der Kirche besonders prägend und steht erhöht auf der Rasenfläche oberhalb der Mauer. (bisher: ND-GS 53) | Der Baum soll wegen seiner ökologischen Bedeutung sowie der Seltenheit und seiner Ortsbild prägenden Wirkung langfristig geschützt werden.                                                                                                  | ND-GS 18 |
| BW                            | Friedenseiche                     | Liebenburg Heißum auf Höhe der Dörntener Straße 14 (51° 59′ 50,6″ N, 10° 23′ 56″ O)                                                                                                  | Sehr schöne Stiel-Eiche mit breit ausladender Krone und besonders ortsbildprägender Wirkung. (seit 2015) | Der Baum soll wegen seiner wissenschaftlichen, natur- und heimatkundlichen Bedeutung und seiner ortsbildprägenden Wirkung als Naturdenkmal ausgewiesen und langfristig gesichert werden.                                                    | ND-GS 19 |
| BW                            | Kastanie                          | Liebenburg Schloßstr. 21 (52° 1′ 27,7″ N, 10° 25′ 41,9″ O) | Die Rosskastanie weist eine außerordentliche Größe auf und bestimmt das Ortsbild in besonderem Maße. Der Baum besitzt eine weit ausladende Krone, die bereits in 2 m Höhe ansetzt. (bisher: ND-GS 63) | Der Baum soll wegen seines wissenschaftlichen, natur- und heimatkundlichen Bedeutung sowie seiner Seltenheit und das Ortsbild prägenden Wirkung langfristig als Naturdenkmal geschützt werden.                                              | ND-GS 20 |
| BW                            | Blutbuche                         | Liebenburg Schloßstraße 5 (52° 1′ 29,6″ N, 10° 25′ 51,2″ O) | Die Blutbuche überragt mit ihrer rund 24 m breiten Krone nahezu die gesamte Straße. Der Baum weist einen sehr natürlichen Habitus auf und ist für das Ortsbild in besonderer Weise prägend. (seit 2015) | Der Baum soll wegen seiner Schönheit, seiner Seltenheit und seiner ortsbildprägenden Wirkung als Naturdenkmal ausgewiesen und langfristig gesichert werden.                                                                                 | ND-GS 21 |
| BW                            | Eichen am Ehrenmal                | Liebenburg Neuenkirchen südlich der Johannes-Kirche (52° 1′ 21,4″ N, 10° 27′ 36″ O)                                                                                                  | Zwei stattliche Eichen mit tief ansetzender und weit ausladender Krone, die etwas erhöht vor der Kirche am Ehrenmal für Gefallene stehen und den Standort in besonderer Weise prägen. (seit 2015) | Die Bäume sollen wegen ihrer heimatkundlichen Bedeutung und ihrer ortsbildprägenden Wirkung als Naturdenkmal ausgewiesen und langfristig gesichert werden.                                                                                  | ND-GS 22 |
| Fotos hochladen               | Erzbasis-Aufschluss Fortuna       | Liebenburg Groß Döhren Niedersächsische Landesforsten, Niedersächsisches Forstamt Liebenburg, Abt. 32 (51° 59′ 43,5″ N, 10° 25′ 32″ O)                                               | Aufschluss einer überkippt gelagerten Wellenkalkfolge, die von steil stehenden Eisen-Trümmererzen überlagert wird. (bisher: ND-GS 24) | Der Aufschluss soll wegen seiner geowissenschaftlichen Bedeutung als Demonstrationsobjekt zur Entstehung der Salzgitterer Trümmererzlager langfristig gesichert werden.                                                                     | ND-GS 23 |
| BW                            | Kirchlinde                        | Liebenburg Groß Döhren Pfarrwinkel (51° 59′ 53,5″ N, 10° 26′ 19,2″ O) | Stattliche Winterlinde mit dichter, gleichförmiger Krone. Der Baum bildet mit der Kirche ein schönes Ensemble und ist besonders Ortsbild prägend. (bisher: ND-GS 55) | Der Baum soll wegen seines wissenschaftlichen, natur- und heimatkundlichen Bedeutung sowie seiner das Ortsbild prägenden Wirkung langfristig als Naturdenkmal geschützt werden.                                                             | ND-GS 24 |
| BW                            | Blutbuche                         | Liebenburg Klein Döhren Lange Dorfstraße 6 (51° 59′ 46,2″ N, 10° 27′ 8,8″ O) | Die sehr alte Ortsbild prägende Blutbuche im Garten eines großen Bauerngehöftes besitzt eine schön gestaltete und volle Krone. (bisher: ND-GS 70) | Der Baum soll wegen seines Alters, seiner Schönheit, seiner heimatkundlichen und ökologischen Bedeutung und seiner das Ortsbild prägenden Wirkung langfristig als Naturdenkmal gesichert werden.                                            | ND-GS 25 |
| BW                            | Thielinde                         | Liebenburg Dörnten Ringstraße (51° 58′ 29,8″ N, 10° 23′ 58,2″ O) | Die Winterlinde mit gut entwickelter, dichter Krone wurde 1781 gepflanzt. Sie hat für das Ortsbild eine prägende Bedeutung. (bisher: ND-GS 38) | Der Baum soll wegen seiner heimatkundlichen und ökologischen Bedeutung und seiner das Ortsbild prägenden Wirkung als Naturdenkmal gesichert werden.                                                                                         | ND-GS 26 |
| BW                            | Eiche an der Kirche               | Liebenburg Dörnten (51° 58′ 31,7″ N, 10° 23′ 55,7″ O) | Die Stieleiche wurde 1878 als „Friedenseiche“ gepflanzt und ist ein besonders großer und Ortsbild prägender Baum, der sich direkt neben der Kirche auf einer Rasenfläche befindet. Die Belaubung des Baumes ist immer sehr hell. (bisher: ND-GS 59) | Der Baum soll wegen seiner heimatkundlichen und ökologischen Bedeutung und seiner das Ortsbild prägenden Wirkung als Naturdenkmal gesichert werden.                                                                                         | ND-GS 27 |
| BW                            | Buche                             | Liebenburg Dörnten am Fastberg, Niedersächsische Landesforsten, Niedersächsisches Forstamt Liebenburg, Abt. 36 (51° 58′ 38,1″ N, 10° 25′ 20,1″ O)                                    | Sehr alte Rotbuche mit hohem Totholzanteil im unteren Kronenbereich. Er wurde als Wegmarke an der Kreuzung mehrerer Waldwege gepflanzt. (bisher: ND-GS 33) | Der Baum soll wegen seines Alters, seiner Schönheit, seiner heimatkundlichen Bedeutung als alte Wegemarke und seiner ökologischen Bedeutung langfristig als Naturdenkmal gesichert werden.                                                  | ND-GS 28 |
| BW                            | Elsbeere                          | Liebenburg Dörnten Westteil Spitzer Hai Niedersächsische Landesforsten, Niedersächsisches Forstamt Liebenburg, Abt. 20 (51° 58′ 14,3″ N, 10° 26′ 5,3″ O)                             | Außergewöhnlich große Elsbeere mit einem Stammdurchmesser von ~ 90 cm und markantem Drehwuchs. (bisher: ND-GS 14) | Der Baum soll wegen seiner ökologischen Bedeutung sowie seiner Seltenheit langfristig erhalten werden. | ND-GS 29 |
| BW                            | Ulmengruppe                       | Goslar zw. Jerstedt und Bredelem am Steilhang der Innerste (51° 57′ 32,8″ N, 10° 21′ 27″ O)                                                                                          | Die Ulmengruppe ist das einzige nach der Ulmenkrankheit verbliebene Ensemble im Landkreis mit Ulmen dieser Größe. Es handelt sich um vier Flatterulmen in einer Gruppe, wobei eine einzeln auf einer Weidefläche am östlichen Terrassenhang des Innerstetales an der Einmündung der Jerstedter Bachniederung steht. Die Ulmengruppe bildet ein mächtiges Kronendach, die Krone der einzeln stehenden Ulme ist etwas zerzaust, die Bäume prägen die Landschaft in besonderer Weise. (bisher: ND-GS 26) | Die Bäume sollen wegen ihrer wissenschaftlichen, natur- und heimatkundlichen und ökologischen Bedeutung und ihrer Seltenheit und Schönheit sowie ihrer das Landschaftsbild prägenden Wirkung als Naturdenkmal langfristig gesichert werden. | ND-GS 30 |
| BW                            | Hofesche                          | Goslar Jerstedt Bielsteinstraße 4 (51° 57′ 0,6″ N, 10° 22′ 49,6″ O) | Die Gewöhnliche Esche mit sehr dichter Krone und zahlreichen Wasserreisern hat trotz eines Sturmschadens in 2007 ein beeindruckendes Erscheinungsbild. (bisher: ND-GS 57) | Der Baum soll wegen seiner Seltenheit sowie seiner das Ortsbild prägenden Wirkung als Naturdenkmal gesichert werden. | ND-GS 31 |
| BW                            | Eichengruppe                      | Goslar südl. Jerstedt (51° 56′ 23,4″ N, 10° 23′ 6″ O) | Elf alte, knorrige Stieleichen gruppieren sich im Kreis auf einer Wiesenfläche in der freien Landschaft. Die Eichen sind besonders Landschaftsbild prägend und naturschutzfachlich wertvoll. (bisher: ND-GS 10) | Die Bäume sollen wegen ihres Alters, ihrer Seltenheit und ihrer Schönheit gesichert werden. | ND-GS 32 |
| BW                            | Kastanie                          | Goslar Hahndorf Grubenweg 1 a (51° 57′ 25,5″ N, 10° 26′ 5,2″ O) | Sehr groß gewachsene Rosskastanie mit gut entwickelter, typischer Krone (bisher: ND-GS 64) | Der Baum soll wegen seiner Eigenart und Schönheit und seines Alters langfristig geschützt werden. | ND-GS 33 |
| mehr Fotos \| Fotos hochladen | Feldahorn                         | Goslar nördlich Gut Riechenberg (51° 55′ 50,2″ N, 10° 23′ 44,5″ O) | Größter Feldahorn im Landkreis Goslar. Der Baum prägt die umgebende Landschaft in besonderer Weise. (seit 2015) | Der Baum soll wegen seiner Seltenheit, Schönheit und seiner das Landschaftsbild prägenden Wirkung als Naturdenkmal ausgewiesen und langfristig gesichert werden.                                                                            | ND-GS 34 |
| BW                            | Linde am Nordberg                 | Goslar Verlängerung der Straße Schieferweg (51° 54′ 32″ N, 10° 23′ 47,4″ O) | Über 300 Jahre alte, sehr mächtige Winterlinde, die auf einer kleinen Anhöhe steht. (bisher: ND-GS 27) | Der Baum soll wegen seiner Schönheit und Eigenart, seiner ökologischen Bedeutung sowie seiner das Landschaftsbild prägenden Wirkung langfristig als Naturdenkmal geschützt werden.                                                          | ND-GS 35 |
| Fotos hochladen               | Blutbuche                         | Goslar Claustorwall 6 (51° 54′ 23,8″ N, 10° 25′ 7,5″ O) | Ortsbild prägende, gesunde Blutbuche mit typischem Wuchs. (bisher: ND-GS 66) | Der Baum soll wegen seines Alters und seiner Schönheit sowie seiner das Ortsbild prägenden Wirkung langfristig als Naturdenkmal geschützt werden.                                                                                           | ND-GS 36 |
| BW                            | Fächerblattbaum                   | Goslar Frankenberger Plan 6 (51° 54′ 14,7″ N, 10° 25′ 6,9″ O) | Über 100 Jahre alter Ginkgo mit typischem Habitus und tiefer Beastung; wahrscheinlich der älteste im Landkreis. (bisher: ND-GS 61) | Der Baum soll wegen seiner Seltenheit, Eigenart und Schönheit als Naturdenkmal gesichert werden. | ND-GS 37 |
| BW                            | Eibengruppe                       | Goslar Bergtal 8 (51° 53′ 25,7″ N, 10° 25′ 2,3″ O) | Sehr alte mächtige ortsbildprägende Eiben, im Landkreis relativ seltene Baumart, vor allem in dem Alter, sehr schöner Habitus, schöne Gruppe. (bisher: ND-GS 1) | Die Bäume sollen wegen ihrer wissenschaftlichen, natur- und heimatkundlichen Bedeutung sowie ihrer Seltenheit und das Landschaftsbild prägenden Wirkung langfristig als Naturdenkmal geschützt werden.                                      | ND-GS 38 |
| Fotos hochladen               | Stollenlinde                      | Goslar Am Stollen 18 (51° 54′ 4,7″ N, 10° 26′ 1,2″ O) | Mächtige Sommerlinde mit hohlem Stamm auf einer kleinen Anhöhe. Sehr vitaler und schöner Baum mit tief herunterhängenden Ästen sowie aufstrebenden Starkästen. Wahrscheinlich 1585 im Zusammenhang mit der Fertigstellung des „Tiefen Julius-Fortuna-Stollens“ gepflanzt. (bisher: ND-GS 35) | Der Baum soll wegen seiner Schönheit, Größe, wissenschaftlichen, natur- und heimatkundlichen Bedeutung und seines Alters sowie seiner das Ortsbild prägenden Wirkung langfristig als Naturdenkmal geschützt werden.                         | ND-GS 39 |
| Fotos hochladen               | Kirchenlinde von Sankt Stephani   | Goslar Breite Straße (51° 54′ 27,5″ N, 10° 26′ 0,6″ O) | Ortsbild prägende, sehr vitale Sommerlinde mit breit ausladender Krone. (bisher: ND-GS 36) | Der Baum soll wegen seines Alters und seiner Schönheit sowie seiner das Ortsbild prägenden Wirkung langfristig als Naturdenkmal geschützt werden.                                                                                           | ND-GS 40 |
| Fotos hochladen               | Linden am Rosenberge              | Goslar Sieben Linden (51° 54′ 23,5″ N, 10° 26′ 20,7″ O) | Vier alte Winterlinden auf dem Grünstreifen zwischen zwei Straßen Sieben Linden, alle sehr knorrig, zum Teil mit stärkeren Schäden, aber besonders ortsbildprägend. (bisher: ND-GS 38) | Die Bäume sollen wegen ihrer wissenschaftlichen, natur- und heimatkundlichen Bedeutung sowie ihrer das Ortsbild prägenden Wirkung langfristig als Naturdenkmal geschützt werden.                                                            | ND-GS 41 |
| Fotos hochladen               | Neokom-Transgression im Steinkamp | Goslar Oker (51° 54′ 17,6″ N, 10° 28′ 19,2″ O) | Ca. 100 m² großer Aufschluss von Kalken des Weißjura, die transgressiv von Kalken der Unterkreide überlagert sind. (bisher: ND-GS 30) | Der Aufschluss soll wegen seiner geowissenschaftlichen Bedeutung für die Tektonik des nördlichen Harzrandes und wegen seiner Seltenheit als Naturdenkmal geschützt werden.                                                                  | ND-GS 42 |
| Fotos hochladen               | Blutbuche                         | Goslar Oker Kästeweg 1 (51° 53′ 33,3″ N, 10° 28′ 45,5″ O) | Sehr schöne, Ortsbild prägende Blutbuche mit breit ausladender Krone, besonders schöne Wuchsform. 4 Stämmlinge, die teilweise ineinander verdreht gewachsen sind. (bisher: ND-GS 49) | Der Baum soll wegen seines Alters und seiner Schönheit sowie der Seltenheit des Wuchses langfristig erhalten werden. | ND-GS 43 |
| BW                            | Kirchhofslinde                    | Vienenburg Lochtum im Norden der Kirche (51° 55′ 48,6″ N, 10° 35′ 51,8″ O) | Sehr schöne, besonders Ortsbild prägende Sommerlinde mit hoher, weit ausladender Krone. (bisher: ND-GS 52) | Der Baum soll wegen seines Alters und seiner Schönheit sowie der Seltenheit des Wuchses langfristig geschützt werden. | ND-GS 44 |
| Fotos hochladen               | Mammutbaum                        | Vienenburg Wöltingerode Niedersächsische Landesforsten, Niedersächsisches Forstamt Liebenburg, Abt. 543 (51° 58′ 0,5″ N, 10° 31′ 55″ O)                                              | Der Riesenmammutbaum wurde 1880 von Revierförster Behrens gepflanzt. Er weist die typische rötliche Borkenfärbung auf und ist bereits über das Kronendach der benachbarten Bäume hinaus gewachsen. (bisher: ND-GS 32) | Der Baum soll wegen seiner Bedeutung für die Heimatkunde, seiner Seltenheit sowie seiner Größe, seines Alters und seiner Schönheit langfristig als Naturdenkmal gesichert werden.                                                           | ND-GS 45 |
| BW                            | Kirchlinde                        | Bad Harzburg Harlingerode nördl. der Kirche (51° 54′ 37″ N, 10° 31′ 8″ O) | Ortsbild prägende, alte Winterlinde direkt an der Kirche mit breit ausladender Krone, hoch aufgeastetem Stamm und eigentümlichem Erscheinungsbild durch herabhängende Äste. (bisher: ND-GS 47) | Der Baum soll wegen seines Alters und seiner Schönheit sowie der Seltenheit des Wuchses langfristig erhalten werden. | ND-GS 46 |
| BW                            | Eichen auf den Gestütswiesen      | Bad Harzburg Bündheim Gestütswiesen (51° 53′ 16,8″ N, 10° 31′ 19,2″ O) | 27 überwiegend sehr alte, knorrige Stieleichen mit natürlichem Habitus. Die Bäume prägen das Landschaftsbild der Gestütswiesen in besonderer Weise. (seit 2015) | Die Bäume sollen wegen ihres Alters, ihrer wissenschaftlichen, natur- und heimatkundlichen Bedeutung, ihrer besonderen Schönheit und landschaftsbildprägenden Wirkung als Naturdenkmal ausgewiesen und langfristig gesichert werden.        | ND-GS 47 |
| BW                            | Eiche                             | Bad Harzburg Bündheim (51° 52′ 58,5″ N, 10° 32′ 59,2″ O) | Schöne, Ortsbild prägende Stieleiche inmitten einer Weidefläche, von Richtung Nordwesten erscheint Krone fast quadratisch, drei bogig aufstrebende Stämme, die eine geschlossene Krone bilden. (bisher: ND-GS 65) | Der Baum soll wegen seines Alters, seiner ökologischen Bedeutung und seiner Schönheit und Ortsbild prägenden Wirkung langfristig geschützt werden.                                                                                          | ND-GS 48 |
| BW                            | Eiche                             | Bad Harzburg Bündheim Nordost-Ecke des Golfplatzes (51° 52′ 54,4″ N, 10° 33′ 3,8″ O)                                                                                                 | Große, frei stehende Stieleiche mit ausladender Krone und eigentümlichem Habitus. (bisher: ND-GS 19) | Der Baum soll wegen seiner wissenschaftlichen, natur- und heimatkundlichen sowie seiner ökologischen Bedeutung und seiner Landschaftsbild prägenden Wirkung langfristig als Naturdenkmal gesichert werden.                                  | ND-GS 49 |
| BW                            | Mammutbaum                        | Bad Harzburg Amsbergstraße 12c, d (51° 52′ 35″ N, 10° 33′ 21,1″ O) | Mächtiger Riesenmammutbaum mit auffällig dunkel-rotbrauner Rindenfärbung, der die nebenstehenden Gebäude weit überragt. (bisher: ND-GS 60) | Der Baum soll wegen seiner wissenschaftlichen, natur- und heimatkundlichen Bedeutung sowie seiner Seltenheit und das Ortsbild prägenden Wirkung langfristig als Naturdenkmal geschützt werden.                                              | ND-GS 50 |
| BW                            | Rotbuche                          | Bad Harzburg Höhe Silberbornstraße 6 (51° 52′ 54,8″ N, 10° 33′ 1,4″ O) | Sehr schöne, große Rotbuche mit schön gestalteter Krone und natürlichem Habitus. (seit 2015) | Der Baum soll wegen seiner besonderen Schönheit und seiner ortsbildprägenden Wirkung als Naturdenkmal ausgewiesen und langfristig gesichert werden.                                                                                         | ND-GS 51 |
| Fotos hochladen               | Bergahorn                         | Braunlage gegenüber Herzog-Johann-Albrecht-Straße 59 (51° 43′ 46″ N, 10° 36′ 14,8″ O)                                                                                                | Ortsbildprägender Bergahorn mit rundlicher Krone oberhalb eines Skihanges. Der Stamm ist stark mit Moosen und Flechten bewachsen. (bisher: ND-GS 40) | Der Baum sollen wegen seiner Schönheit, Größe, wissenschaftlichen, natur- und heimatkundlichen Bedeutung und seines Alters sowie seiner das Ortsbild prägenden Wirkung als Naturdenkmal gesichert werden.                                   | ND-GS 52 |
| BW                            | Grüne-Fleck-Eiche                 | Gemeindefreies Gebiet Hohegeiß Am Lampertsberg, Niedersächsische Landesforsten, Niedersächsisches Forstamt Lauterberg, Abt. 211 (51° 39′ 1,3″ N, 10° 39′ 28,9″ O)                    | Große, Landschaftsbild prägende Stieleiche innerhalb von Mischwald mit hohem Fichtenanteil; stark mit Flechten und Moosen bewachsen; wertvoller Habitatbaum mit Totholzstrukturen. (bisher: ND-GS 2) | Der Baum soll wegen seines Alters und seiner Schönheit sowie seiner ökologischen Bedeutung und der Landschaftsbild prägenden Wirkung langfristig als Naturdenkmal geschützt werden.                                                         | ND-GS 53 |
| Fotos hochladen               | Bergahorn im Düsteren Tal         | Gemeindefreies Gebiet Niedersächsische Landesforsten, Niedersächsisches Forstamt Clausthal, Abt. 252 (51° 52′ 11,8″ N, 10° 27′ 13,4″ O)                                              | Ca. 400 Jahre alter, beeindruckender, knorriger Bergahorn, der stark mit Moosen bewachsen ist. (bisher: ND-GS 22) | Der Baum soll wegen seiner Schönheit, Größe, wissenschaftlichen, natur- und heimatkundlichen und ökologischen Bedeutung und seines Alters sowie seiner das Landschaftsbild prägenden Wirkung als Naturdenkmal gesichert werden.             | ND-GS 54 |
| mehr Fotos \| Fotos hochladen | Wildemann-Linde                   | Clausthal-Zellerfeld Wildemann Vor dem Hotel „Rathaus“ (51° 49′ 33,6″ N, 10° 17′ 2″ O)                                                                                               | Um die Sommerlinde rankt sich die Sage vom „Wilden Mann“, daher ist der Baum historisch und touristisch wertvoll. Der Baum hat eine gestutzte Krone, der Stamm ist komplett hohl. Trotz des schlechten Standortes ist die Linde sehr vital. Der Habitus ist stark verändert, der Stamm hat eine bizarre Form, der Baum ist besonders ortsbildprägend. (bisher: ND-GS 45) | Der Baum soll wegen seines Alters und seiner Schönheit sowie der Seltenheit des Wuchses und seiner Ortsbild prägenden Wirkung langfristig als Naturdenkmal geschützt werden.                                                                | ND-GS 55 |
| Fotos hochladen               | Ahorngruppe                       | Clausthal-Zellerfeld Brauhausberg 16 (51° 48′ 52,7″ N, 10° 20′ 19,5″ O) | Auf einer Anhöhe stehende, Ortsbild prägende Baumgruppe aus einem großen Spitzahorn und einem großen Bergahorn, deren Kronen so ineinander verwachsen sind, dass sie wie eine große Krone wirken. (bisher: ND-GS 68) | Die Bäume sollen wegen ihrer ökologischen Bedeutung sowie ihrer Schönheit und das Ortsbild prägenden Wirkung langfristig als Naturdenkmal geschützt werden.                                                                                 | ND-GS 56 |
| Fotos hochladen               | Blutbuche                         | Clausthal-Zellerfeld An der Marktkirche 9 (51° 48′ 15,4″ N, 10° 19′ 57,5″ O) | Die große Blutbuche ist sehr lang und schmal gewachsen und hat einen beeindruckenden ebenmäßigen Wuchs. (bisher: ND-GS 67) | Der Baum soll wegen seines Alters und seiner Schönheit langfristig als Naturdenkmal geschützt werden. | ND-GS 57 |
| Fotos hochladen               | Alter Ahorn                       | Clausthal-Zellerfeld Andreasberger Straße 15 (51° 47′ 57,2″ N, 10° 20′ 26″ O) | Sehr beeindruckender, Ortsbild prägender großer Bergahorn mit hohem Kronenansatz. Die Zweige der gut entwickelten dichten Krone reichen fast bis auf den Boden. (bisher: ND-GS 44) | Der Baum soll wegen seines Alters und seiner Schönheit sowie der Seltenheit des Wuchses und seiner Ortsbild prägenden Wirkung langfristig als Naturdenkmal geschützt werden.                                                                | ND-GS 58 |

## Ehemalige Naturdenkmäler
Diese bisherigen Naturdenkmäler sind in der 2015 erlassenen Verordnung nicht mehr enthalten.
| Bild            | Bezeichnung                                    | Ort, Lage | Beschreibung | Schutzzweck | Nummer             |
| --------------- | ---------------------------------------------- | --- | --- | --- | ------------------ |
| BW              | Diabaserguss                                   | Sankt Andreasberg Silberhütte im Wäschegrund (51° 42′ 18,4″ N, 10° 31′ 6,6″ O)                                                       | Bei Ausbauarbeiten an der Straße wurde die Kissenlavabildung eines Diabasergusses freigelegt. Einziger Aufschluss dieser Lavavorkommen im gesamten Harz. | Der Diabaserguss soll wegen seiner geowissenschaftlichen Bedeutung für die Tektonik des nördlichen Harzrandes und wegen seiner Seltenheit als Naturdenkmal geschützt werden.                    | bis 2015: ND-GS 3  |
| BW              | Linde                                          | Langelsheim Lutter Niedermühle 1 (52° 0′ 4″ N, 10° 15′ 58,7″ O)                                                                      | Die mächtige Winterlinde besitzt ein dominantes Erscheinungsbild. Sie gehört zum Garten eines einzeln stehenden Hauses. Auf der Gartenseite hängen die Äste weit herab, es sind viele Strukturen (Totholz, Höhlungen) vorhanden. Insgesamt natürliches Aussehen durch wenig Pflege, aber auch viel Totholz vorhanden. | Der Baum soll wegen seiner Seltenheit, seiner ökologischen Bedeutung und seines Alters sowie seiner Schönheit und der das Landschaftsbild prägenden Wirkung als Naturdenkmal gesichert werden.  | bis 2015: ND-GS 4  |
| BW              | Baumgruppe (Winterlinde, Rosskastanie, Eschen) | Seesen Bilderlahe (51° 53′ 31,3″ N, 10° 7′ 5,5″ O)                                                                                   | Die Baumgruppe (Winterlinde, Rosskastanie, Eschen) befindet sich ca. 500 m westlich der Domäne Bilderlahe zwischen Wegeabzweig und Waldrand um einen Gedenkstein. Die Linde ist der stärkste Baum. Es handelt sich um eine schöne, erhaltenswerte Baumgruppe.                                                         | Die Bäume sollen wegen ihres Alters und Schönheit sowie ihrer das Landschaftsbild prägenden Wirkung langfristig als Naturdenkmal geschützt werden.                                              | bis 2015: ND-GS 5  |
| BW              | Solquelle                                      | Seesen Rhüden Salinenweg (51° 56′ 41,5″ N, 10° 6′ 49,7″ O)                                                                           | Quelle mit hohem Salzgehalt, derzeit als kleine schlammige, wassergefüllte Mulde, nicht als Quelle erkennbar, keine typischen Salzpflanzen, Umgebung stark mit Rohrglanzgras bewachsen. | Die Solequelle soll wegen ihrer Seltenheit als Naturdenkmal geschützt werden. | bis 2015: ND-GS 7  |
| BW              | Eichen am Schützenplatz                        | Liebenburg Niedersächsische Landesforsten, Niedersächsisches Forstamt Liebenburg, Abt. 54 (52° 1′ 15,3″ N, 10° 24′ 50,2″ O)          | Gruppe von acht alten mächtigen Stieleichen, die das Landschaftsbild prägen. | Die Bäume sollen wegen ihrer wissenschaftlichen, natur- und heimatkundlichen Bedeutung sowie ihrer das Landschaftsbild prägenden Wirkung langfristig als Naturdenkmal geschützt werden.         | bis 2015: ND-GS 9  |
| BW              | Der Boomborn                                   | Liebenburg südlich Dörnten (51° 57′ 51,8″ N, 10° 24′ 24,9″ O)                                                                        | Ca. 100 m² große periodisch Wasser führende Quelle in einer Mulde. | Die Quelle soll wegen ihrer geowissenschaftlichen Bedeutung langfristig gesichert werden. | bis 2015: ND-GS 11 |
| BW              | Die Grevelquelle                               | Liebenburg südöstl. Othfresen (52° 0′ 3,8″ N, 10° 24′ 22,3″ O)                                                                       | Ca. 50 m² großer Bereich einer periodisch Wasser führenden Überfallquelle aus dem Karstgrundwasser der hier anstehenden Kreidekalke. Die Quelle schüttet vor allem im Frühjahr bis zu 1 m³ Wasser pro Minute und sprudelt, durch Freisetzung von im Wasser gelöstem Kohlendioxid.                                     | Die Quelle soll wegen ihrer geowissenschaftlichen Bedeutung langfristig gesichert werden. | bis 2015: ND-GS 12 |
| BW              | Eibengruppe                                    | Langelsheim südöstlich Bredelem (51° 57′ 56,5″ N, 10° 21′ 49,7″ O)                                                                   | Zwei strauchartig gewachsene Eiben mit einem geschätzten Alter von weit über 100 Jahren. | Die Bäume sollen wegen seiner Seltenheit, Eigenart und Schönheit als Naturdenkmal gesichert werden.                                                                                             | bis 2015: ND-GS 13 |
| BW              | Feldahorn                                      | Liebenburg Posthof am Innersteufer Feldgemeinschaft Othfresen (51° 59′ 53,3″ N, 10° 22′ 29,5″ O)                                     | Das Landschaftsbild prägender zweistämmiger Feldahorn von beachtlicher Größe. Er ist der größte Baum dieser insgesamt seltenen Art im Landkreis Goslar. | Der Baum soll wegen seiner Seltenheit sowie seiner ökologischen Bedeutung als Naturdenkmal geschützt werden.                                                                                    | bis 2015: ND-GS 16 |
| BW              | Tiefe Kuhle                                    | Gemeindefreies Gebiet Niedersächsische Landesforsten, Niedersächsisches Forstamt Seesen, Abt. 3044 (51° 49′ 58,6″ N, 10° 10′ 4,8″ O) | Großer Erdfall älteren Datums mit ca. 150 m Durchmesser durch Gipsauslagerung im mittleren Muschelkalk und Einbruch der oberen Schichten, steile Böschungen, am Grunde temporäres Gewässer, fortschreitende Sukzession von umgebendem Wald.                                                                           | Der Erdfall soll wegen seiner geowissenschaftlichen Bedeutung langfristig gesichert werden. | bis 2015: ND-GS 21 |
| BW              | Stieleiche                                     | Gemeindefreies Gebiet Niedersächsische Landesforsten, Niedersächsisches Forstamt Seesen, Abt. 37 (51° 55′ 51,2″ N, 10° 13′ 33,6″ O)  | Ca. 350 Jahre alte, einzeln stehende Stieleiche mit besonders knorrigem Stamm und weit ausladender, tief ansetzender Krone. | Der Baum soll wegen seines Alters und seiner Schönheit und seiner ökologischen Bedeutung langfristig als Naturdenkmal geschützt werden.                                                         | bis 2015: ND-GS 28 |
| BW              | Linde                                          | Goslar nordöstlich der Frankenberger Kirche (51° 54′ 11,8″ N, 10° 25′ 7,8″ O)                                                        | Die Winterlinde hat einen sehr hoch aufgeasteten Stamm und prägt den Aufgang zur Kirche. | Der Baum soll wegen seiner wissenschaftlichen, natur- und heimatkundlichen Bedeutung sowie seiner das Ortsbild prägenden Wirkung langfristig als Naturdenkmal geschützt werden.                 | bis 2015: ND-GS 37 |
| Fotos hochladen | Zwei Eibengruppen                              | Goslar Garten hinter der Kaiserpfalz (51° 54′ 7,5″ N, 10° 25′ 32,4″ O)                                                               | Die beiden Eibengruppen bestehen aus jeweils vier Bäumen, wobei je ein Baum davon aufgrund seiner Größe besonders auffällt. | Die Bäume sollen wegen ihrer wissenschaftlichen, natur- und heimatkundlichen Bedeutung sowie ihrer Seltenheit und das Ortsbild prägenden Wirkung langfristig als Naturdenkmal geschützt werden. | bis 2015: ND-GS 39 |
| Fotos hochladen | Kastaniengruppe                                | Sankt Andreasberg Marktplatz (51° 42′ 32,9″ N, 10° 30′ 52,6″ O)                                                                      | Schönes Ensemble von drei Rosskastanien auf einer Rasenfläche am Marktplatz. Die Bäume stehen dicht zusammen und wachsen mit ihren Kronen ineinander | Die Bäume sollen wegen ihres Alters und Schönheit sowie ihrer das Ortsbild prägenden Wirkung langfristig als Naturdenkmal geschützt werden.                                                     | bis 2015: ND-GS 42 |
| Fotos hochladen | Kastanie                                       | Sankt Andreasberg Hinterstraße 5 (51° 42′ 41,4″ N, 10° 31′ 7,7″ O)                                                                   | Die Ortsbild prägende Rosskastanie besaß eine tief ansetzende, breitläufige Krone. Sie war für die geographische Lage ausgesprochen groß und kräftig. (Die Kastanie ist inzwischen gefällt worden, Bild zeigt ehemaligen Standort.)                                                                                   | Der Baum soll wegen seines Alters und seiner Schönheit sowie seiner das Ortsbild prägenden Wirkung langfristig als Naturdenkmal geschützt werden.                                               | bis 2015: ND-GS 43 |
| BW              | Bergahorngruppe                                | Langelsheim Wolfshagen Heinrich-Steinweg-Straße 17 (51° 54′ 32,9″ N, 10° 19′ 5,8″ O)                                                 | Die beiden großen, Ortsbild prägenden Bergahorne stehen nah beieinander auf einer kleinen Grünfläche vor dem Altenheim, sie bilden mit ihren runden, gleichmäßig geformten Kronen eine große Kugel. | Die Bäume sollen wegen ihres Alters, ihrer Seltenheit und ihrer Schönheit gesichert werden. | bis 2015: ND-GS 46 |
| BW              | Lindengruppe                                   | Goslar Oker Burgweg 1 (51° 54′ 44,6″ N, 10° 29′ 3,6″ O)                                                                              | Die drei Winterlinden wurden 1665 gepflanzt. Es sind sehr große, Ortsbild prägende Bäume geworden. Einer steht am Einfahrtbereich zum Bauernhof, zwei im Garten auf der Rückseite von Wohnhaus/Scheune. Der Baum im Einfahrtsbereich wurde mindestens einmal gekappt. Alle Stämme sind hohl.                          | Die Bäume sollen wegen ihres Alters, ihrer Seltenheit und ihrer Schönheit gesichert werden. | bis 2015: ND-GS 48 |
| BW              | Lutherlinden                                   | Langelsheim Bredelem westl. der Kirche (51° 58′ 23,4″ N, 10° 21′ 16,9″ O)                                                            | Zwei große, gleichaltrige Winterlinden, die im Kronenschluss vor der Kirche ein schönes Ensemble bilden. | Die Bäume sollen wegen ihres Alters, ihrer Seltenheit und ihrer Schönheit geschützt werden. | bis 2015: ND-GS 54 |
| BW              | Eibe                                           | Clausthal-Zellerfeld Andreasberger Straße 1 (51° 47′ 56,4″ N, 10° 20′ 27,4″ O)                                                       | Große, strauchartige, gesunde Eibe. Die Art kommt in dieser Höhenlage im Oberharz selten, vor. | Der Baum soll wegen seiner Seltenheit, Eigenart und Schönheit als Naturdenkmal gesichert werden.                                                                                                | bis 2015: ND-GS 62 |
| Fotos hochladen | Pyramideneiche                                 | Bad Harzburg Herzog-Wilhelm-Straße 84 (51° 52′ 44″ N, 10° 33′ 32″ O)                                                                 | Sehr schöne, besonders gerade und gleichmäßig gewachsene Pyramideneiche. | Der Baum soll wegen seiner Seltenheit und seiner Schönheit und seiner das Ortsbild prägenden Wirkung langfristig gesichert werden.                                                              | bis 2015: ND-GS 69 |